# Год спокойного солнца (фильм)
«Год спокойного солнца» (пол. „Rok spokojnego słońca“) — польско-немецко-американский художественный фильм 1985 года кинорежиссёра К. Занусси, драма. Первый большой международный триумф режиссёра — главный приз «Золотой лев» св. Марка Веницианского кинофестиваля.

## Сюжет
Действие разворачивается в первые годы после окончания Второй мировой войны в Польше. Молодая девушка Эмилия живёт вместе с больной матерью.
Она знакомится с офицером Норманом, приехавшим в Польшу расследовать преступления, совершённые в годы войны. Между Эмилией и Норманом завязываются отношения. Норман предлагает Эмилии и её матери покинуть страну. Это можно сделать только тайно, за деньги и имея знакомство с проводником поезда. Через Нормана это можно осуществить. Но Эмилия, как истинная католичка, решает пожертвовать собой и своим счастьем, потому что не может оставить мать, а также подругу, вынужденную заниматься проституцией. Больная мать тяготится тем, что из-за неё дочь не может уехать к любимому человеку в благополучный мир, и решает покончить с собой. Но Эмилия всё равно остаётся в Польше, и лишь в старости, в доме престарелых весточка от Нормана доходит до неё.

## В ролях
- Майя Коморовская — Эмилия
- Скотт Уилсон — Норман
- Ханна Скаржанка — мать Эмилии
- Эва Далковская — Стелла, проститутка
- Вадим Гловна — немец, клиент Стеллы
- Дэниел Уэбб — Дэвид, коллега Нормана
- Збигнев Запасевич — сотрудник Министерства безопасности
- Тадеуш Брадецкий — переводчик Нормана
- Ежи Новак
- Ежи Штур — Адзио, извозчик
- Веслав Михниковский — ксёндз
- Густав Люткевич — хозяин пекарни
- Марек Кондрат — мародёр «Малютка»
- Марцин Троньский — мародёр «Пчёлка»
- Януш Гайос — вожак мародёров